# Asher Welch
Asher Welch (Kingston, 16 aprile 1944) è un ex calciatore giamaicano, di ruolo attaccante.

## Carriera

### Club
In patria giocò insieme al fratello gemello Art nel Cavalier, venendo entrambi poi ingaggiati nel 1967 dagli statunitensi del Baltimore Bays, con cui dopo aver vinto la Eastern Division della NPSL, raggiungendo la finale della competizione, poi persa contro gli Oakland Clippers.
La stagione seguente, la prima della NASL è chiusa al quarto e penultimo posto della Atlantic Division, piazzamento inutile per la qualificazione alla fase finale del torneo. La NASL 1969 fu chiusa invece al quinto ed ultimo posto.
Nello stesso anno passa ai Syracuse Scorpions, con cui giunge alla finale dell'American Soccer League 1969, persa contro i Washington Darts.
Nella stagione 1970 passa al K.C. Spurs, con cui ottiene il secondo posto della Northern Division.
Nel 1972 torna a Baltimora per giocare nei Baltimore Stars, nuova incarnazione dei Bays militante nell'American Soccer League.

### Nazionale
Welch ha giocato sei incontri con la nazionale di calcio della Giamaica durante le qualificazioni ai mondiali 1966, conclusesi al terzo ed ultimo posto del girone finale del gruppo CONCACAF.
Nell'agosto 1965 è convocato per gli incontri d'esibizione dell'Independence Football Festival.

#### Cronologia presenze e reti in Nazionale
| Cronologia completa delle presenze e delle reti in nazionale ― Giamaica | Cronologia completa delle presenze e delle reti in nazionale ― Giamaica | Cronologia completa delle presenze e delle reti in nazionale ― Giamaica | Cronologia completa delle presenze e delle reti in nazionale ― Giamaica | Cronologia completa delle presenze e delle reti in nazionale ― Giamaica | Cronologia completa delle presenze e delle reti in nazionale ― Giamaica | Cronologia completa delle presenze e delle reti in nazionale ― Giamaica | Cronologia completa delle presenze e delle reti in nazionale ― Giamaica |
| Data                                                                    | Città                                                                   | In casa                                                                 | Risultato                                                               | Ospiti                                                                  | Competizione                                                            | Reti                                                                    | Note                                                                    |
| ----------------------------------------------------------------------- | ----------------------------------------------------------------------- | ----------------------------------------------------------------------- | ----------------------------------------------------------------------- | ----------------------------------------------------------------------- | ----------------------------------------------------------------------- | ----------------------------------------------------------------------- | ----------------------------------------------------------------------- |
| 16-1-1965                                                               | Kingston                                                                | Giamaica                                                                | 2 – 0                                                                   | Cuba                                                                    | Qual. Mondiali 1966                                                     | -                                                                       |                                                                         |
| 23-1-1965                                                               | Kingston                                                                | Giamaica                                                                | 2 – 0                                                                   | Antille Olandesi                                                        | Qual. Mondiali 1966                                                     | -                                                                       |                                                                         |
| 3-2-1965                                                                | L'Avana                                                                 | Antille Olandesi                                                        | 0 – 0                                                                   | Giamaica                                                                | Qual. Mondiali 1966                                                     | -                                                                       |                                                                         |
| 8-2-1965                                                                | L'Avana                                                                 | Cuba                                                                    | 2 – 1                                                                   | Giamaica                                                                | Qual. Mondiali 1966                                                     | -                                                                       |                                                                         |
| 3-5-1965                                                                | Kingston                                                                | Giamaica                                                                | 2 – 3                                                                   | Messico                                                                 | Qual. Mondiali 1966                                                     | 1                                                                       |                                                                         |
| 22-5-1965                                                               | Kingston                                                                | Giamaica                                                                | 1 – 1                                                                   | Costa Rica                                                              | Qual. Mondiali 1966                                                     | -                                                                       |                                                                         |
| Totale                                                                  |                                                                         | Presenze                                                                | 6                                                                       |                                                                         | Reti                                                                    | 1                                                                       |                                                                         |